# Militello in Val di Catania
Militello in Val di Catania is een gemeente in de Italiaanse provincie Catania (regio Sicilië) en telt 8015 inwoners (31-12-2004). De oppervlakte bedraagt 62,2 km², de bevolkingsdichtheid is 129 inwoners per km².

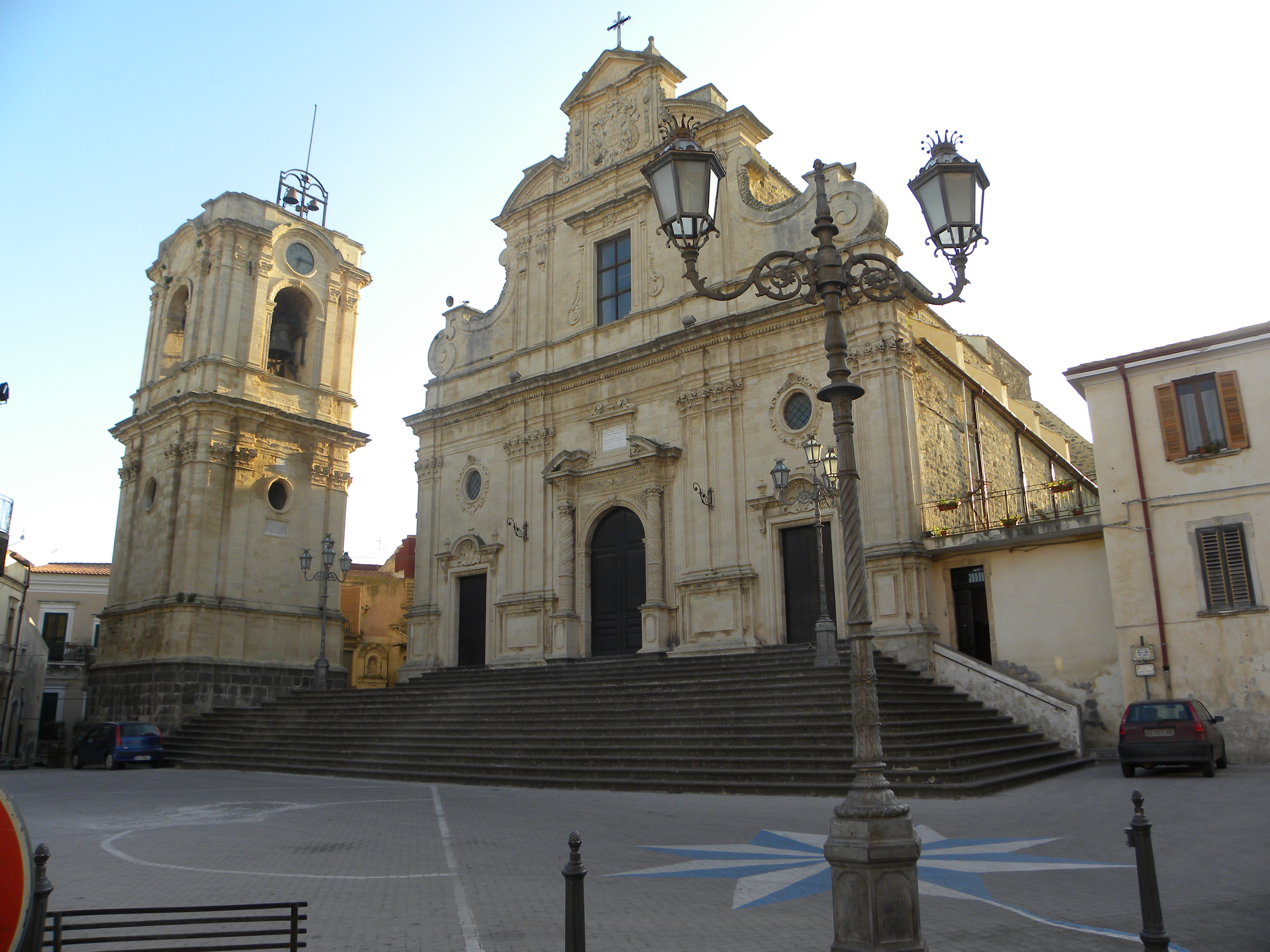
Kerk van Militello
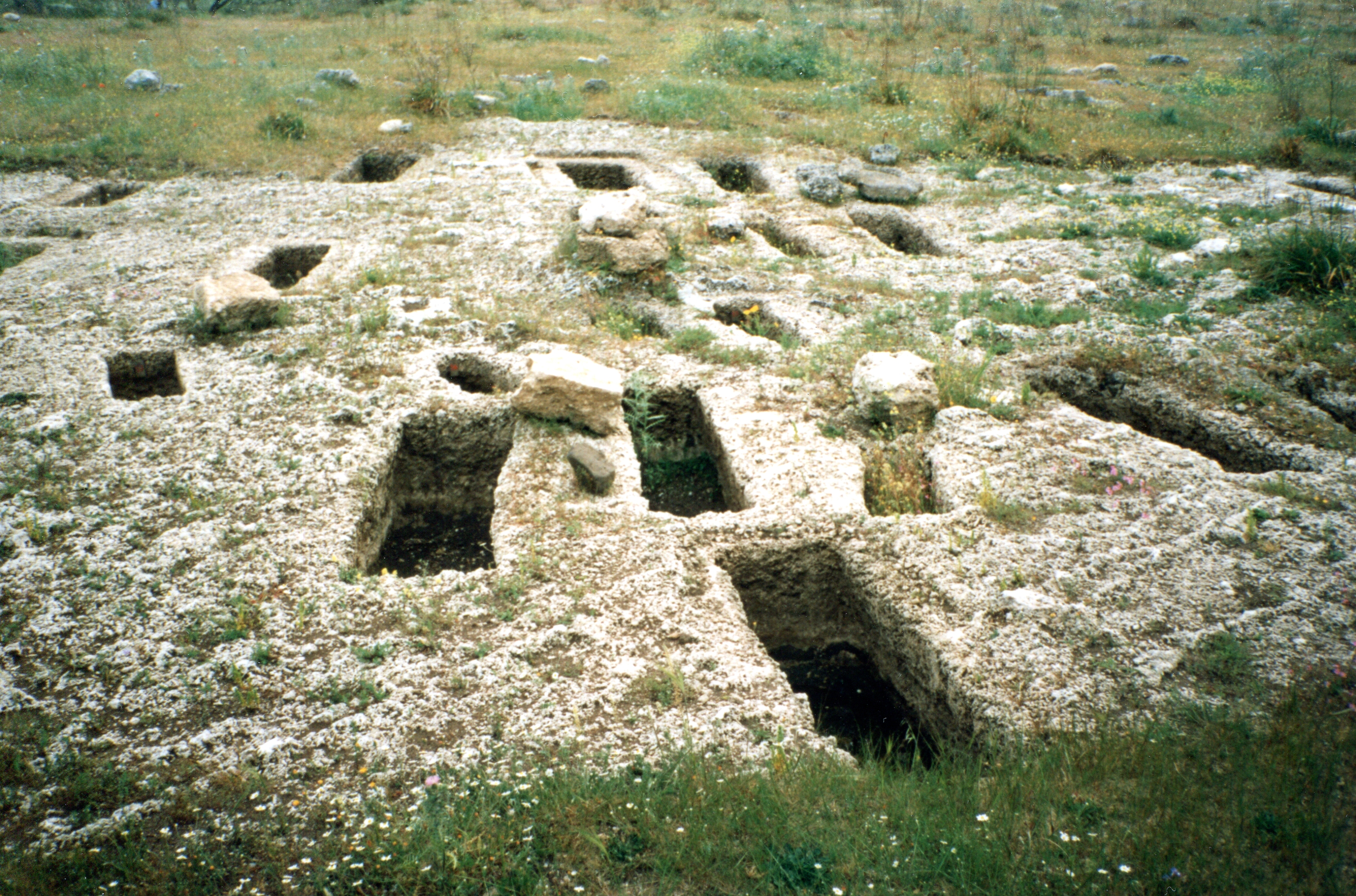
Grafveld uit de 3e-2e eeuw v.Chr. bij Militello
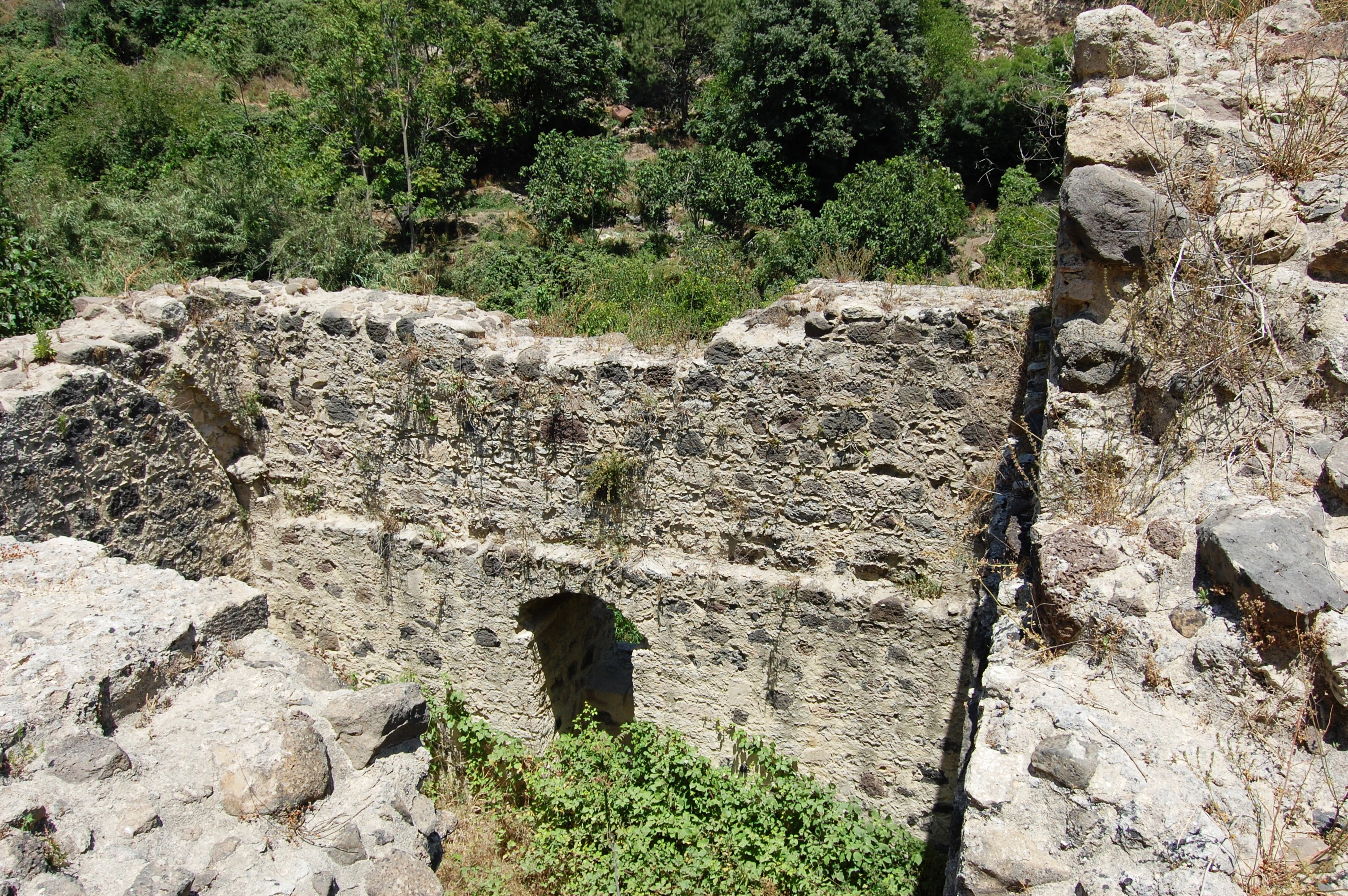
Ruïne van een toren uit de tijd van de Noormannen
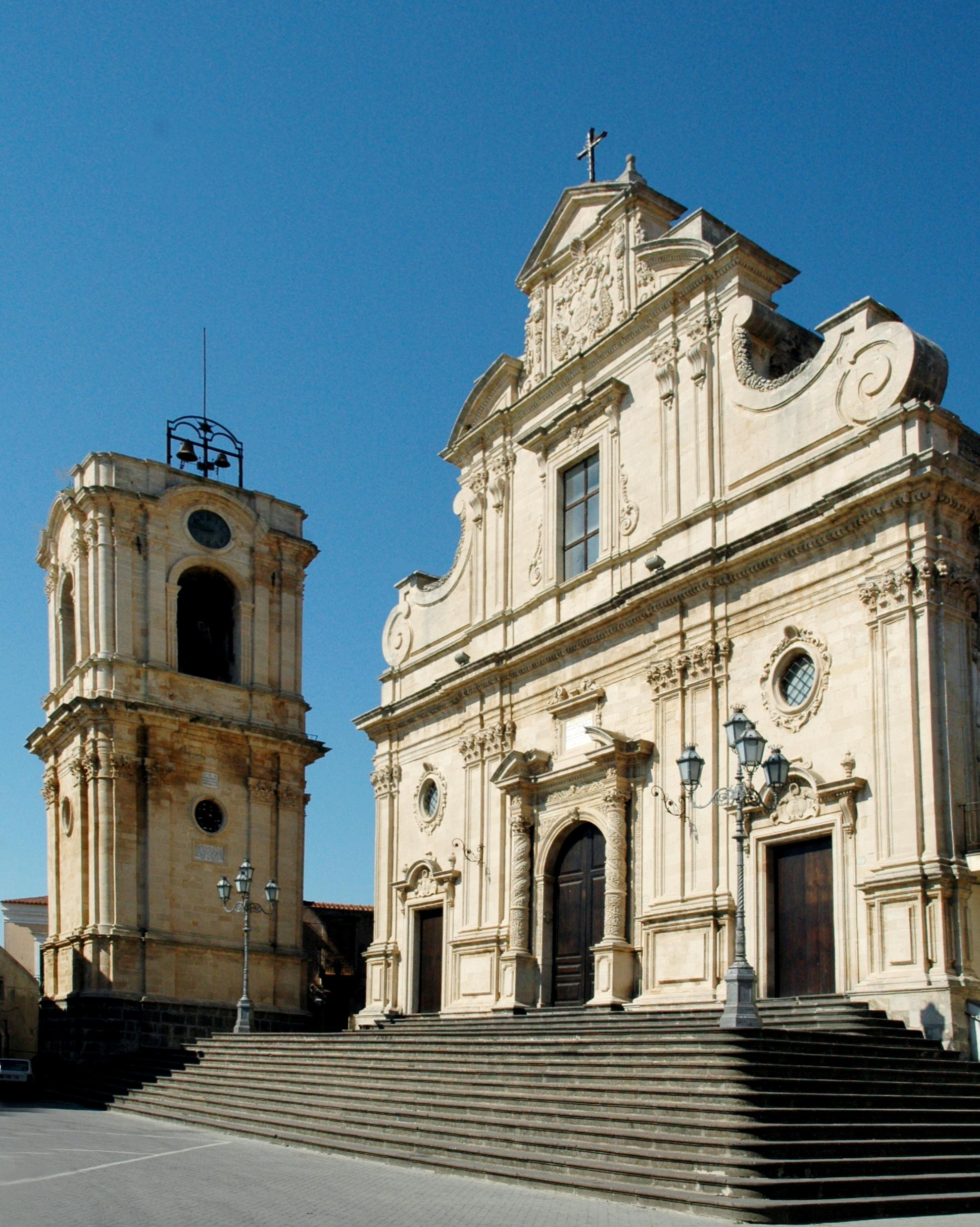
S. Maria della Stella (18e eeuw)
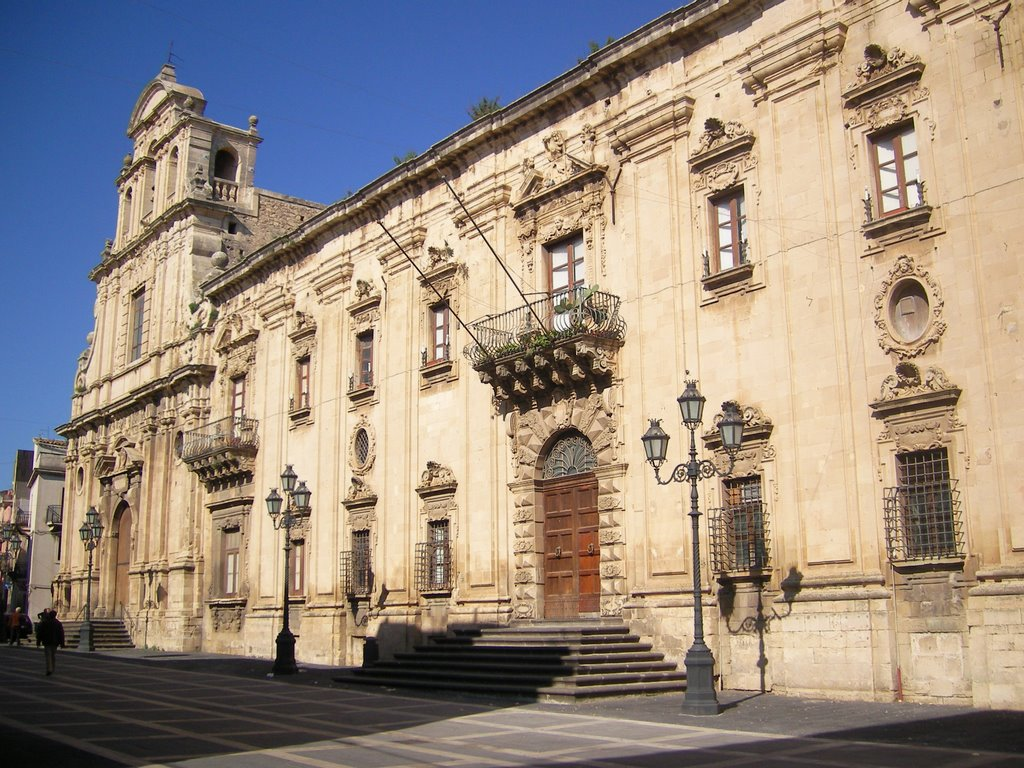
Abbazia di S. Benedetto (17e eeuw)

## Demografie
Militello in Val di Catania telt ongeveer 3447 huishoudens. Het aantal inwoners daalde in de periode 1991-2001 met 19,5% volgens cijfers uit de tienjaarlijkse volkstellingen van ISTAT.
| Jaar | Inwoneraantal |
| ---- | ------------- |
| 1991 | 10.185        |
| 2001 | 8204          |

## Geografie
De gemeente ligt op ongeveer 413 m boven zeeniveau.
Militello in Val di Catania grenst aan de volgende gemeenten: Francofonte (SR), Lentini (SR), Mineo, Palagonia, Scordia, Vizzini.